# Kukolove, Dobrovelîcikivka
Kukolove (în ucraineană Куколове) este un sat în comuna Liubomîrka din raionul Dobrovelîcikivka, regiunea Kirovohrad, Ucraina.

## Demografie
Componența lingvistică a localității Kukolove
     Ucraineană (82,76%)
     Rusă (6,9%)
Conform recensământului din 2001, majoritatea populației localității Kukolove era vorbitoare de ucraineană (82,76%), existând în minoritate și vorbitori de armeană (10,34%) și rusă (6,9%).